# NGC 4410B
NGC 4410B este o galaxie situată în constelația Fecioara. A fost descoperită în  de către .